# Лазарев, Юрий Александрович
Юрий Александрович Лазарев — советский и российский физик.

## Биография
Юрий Александрович Лазарев родился 29 июня 1946 г. в Риге. Сын А. А. Лазарева, уроженца Латгалии, заместителя министра сельского хозяйства Латвийской ССР. Выпускник 13-й Рижской средней школы. В школе на Юрия Лазарева оказал огромное влияние учитель физики Георгий Андреевич Попляев.
В 1963 году Лазарев поступил на физико-механический факультет Ленинградского политехнического института. В 1968 г. Лазарев прошёл дипломную практику в Лаборатории ядерных реакций (ЛЯР) ОИЯИ. Окончил Политех в 1969 г. и распределился в ЛЯР. Успешно занимался исследованиями в области физики деления ядер и синтеза новых сверхтяжелых элементов Периодической системы Д. И. Менделеева.
В 1972 г. Лазарев стал соавтором открытия 105-го элемента, получившего впоследствии название Дубний. В 1974 году в «Популярной библиотеке химических элементов» была опубликована его статья, посвящённая открытию 105-го элемента.
В 1979 г. защитил кандидатскую диссертацию по теме «Множественность мгновенных нейтронов при спонтанном делении атомных ядер в области кюрия — элемента 102».
С 1988 г. — старший научный сотрудник. С 1989 г. до своей смерти в 1996 г. руководил сектором синтеза и свойств сверхтяжёлых ядер Лаборатории ядерных реакций ОИЯИ.
С начала 1990-х годов Ю. А. Лазарев руководил со стороны ОИЯИ международными научными коллаборациями Дубна — Ливермор (США, University of California, Lawrence Livermore National Laboratory — LLNL) и Дубна — Лион (Франция, Institut de Physique Nucleaire de Lion).
Лазарев был похоронен в Латвии, на кладбище «Baltezers».